# Magnesiumcitraat (chemisch)
Magnesiumcitraat, dat ook wel magnesiumcitraat 3:2, of trimagnesiumcitraat genoemd wordt om verwarring te voorkomen met het in de medische context gebruikte zout, is een zout dat meestal voorkomt in gehydrateerde vorm, niet goed oplosbaar is in water en bitter smaakt. Magnesiumcitraat bevat 16,2 massa% magnesium. Het nonahydraat, de meest gebruikelijke vorm van het zout, heeft een effectief magnesiumgehalte van slechts 12%.